# Strletje
Strletje je naselje v Občini Velike Lašče.